# Pitthea pypomima
Pitthea pypomima är en fjärilsart som beskrevs av Louis Beethoven Prout 1922. Pitthea pypomima ingår i släktet Pitthea och familjen mätare. Inga underarter finns listade i Catalogue of Life.